# 2017—2018年美國流感季
2017－2018年美國流感季是指2017年末開始至2018年初在美國的流感季。主要是由H3N2導致流感爆發，在2017年11月美國開始出現類流感個案，流感高峰期為2018年1月-2月末。之後3月-5月，乙型流感個案才超過甲型流感（H3N2）。
流感席捲美國各州，除了夏威夷州和俄勒岡州外，流感在各州廣泛傳播。整個流感季美國疾病管制與預防中心估計有四千五百萬人感染了流感，早期估計有九十五萬人住院，七萬九千人死亡，後來根據最新數據修改為八十一萬人住院，六萬一千人死亡。根據美國疾病管制與預防中心歷年的數據，是美國本土自2009年H1N1流感大流行以來，感染人數最高的流感季，死亡人數也遠超2009年流感的一萬二千人。也是自1976年有記錄以來，死亡人數最高的流感季。

## 外部鏈接
- 美國疾病管制與預防中心：Summary of the 2017-2018 Influenza Season（页面存档备份，存于）